# Воркутинский механический завод
Сервисное предприятие «Воркутинский механический завод» (СП ВМЗ) — подразделение АО «Воркутауголь». Осуществляет полный цикл обслуживания и ремонта горно-промышленного оборудования для добывающих предприятий печорского угольного бассейна. Находится в городе Воркута, Республики Коми.
Воркутинский механический завод — первое в Печорском угольном бассейне металлообрабатывающее предприятие, которое строилось, как завод с полным циклом производства, включая чугунное, стальное и цветное литье.
Его основная задача — обеспечение угольного производства: ремонт добычных и проходческих комбайнов, углепогрузочных и породопогрузочных машин, электровозов и подвижного состава внутришахтного транспорта, вентиляторов главного проветривания, подъемных машин, клетей, лебедок, компрессоров, металлообрабатывающего, подъемно-транспортного, электрического оборудования шахт и предприятий Воркуты.

## Первые ремонтные предприятия Воркуты
14 января 1937 году при «Воркутстрое» на поселке Рудник рядом с шахтой 1/2 (впоследствии № 8 «Воркутинская») была создана центральная ремонтно-механическая механическая, на тот момент первая и единственная мастерская в Печорском угольном бассейне. Первоначально мастерская состояла из двух небольших цехов: кузнечного и механического. Позже вступили в строй литейный, электроремонтный и котельно-сварочный цеха.
После закрытия шахты № 8 надшахтные сооружения были отданы в распоряжение ремонтно-электромеханического завода РЭМЗ-1.
Для обеспечения работ на шахте 8, РЭМЗ-1 и в мастерских геологоразведочное управление (ГРУ) в Воркутлаге было создано лагерного отделение № 9 (ЛО-9). С 1950 года ЛО-9 передано в состав нового воркутинского особого (каторжного) лагеря «Речлаг».
До пуска цехов Воркутинского механического завода вся механическая служба «Воркутстроя» состояла из РЭМЗ-1 и хорошо организованного, но крошечного ремонтного предприятия на поселке Монтажном — РЭМЗ-2. Эти заводы сделали много для строительства важных объектов Воркуты, но кузнечное и литейное производство не могло удовлетворить растущих потребностей строителей и эксплуатационников бассейна.
Правда, существовала ещё одна ремонтная единица — механические мастерские шахты № 1 «Капитальная» (шахта введена в эксплуатацию 5 октября 1942 года), оснащённые пятью токарными станками и одним кузнечным молотом.
5 октября 1940 года на РМЗ была дана первая плавка чугуна.
10 декабря 1940 года была дана первая плавка стали.

## Строительство воркутинского механического завода (ВМЗ)
В 1943 году по чертежам проектной конторы комбината были заложены первые здания будущего завода, которому предстояло вырасти в самое крупное механическое предприятие Коми республики. строительство велось силами заключенных Воркутлага.
3 апреля 1944 года организовано Управление нового механического заводом Воркуты, который должен был стать основой собственной ремонтно-механической базой для строительства и эксплуатации шахт.
18 октября (по некоторым данным — 20 октября) 1944 года введена первая очередь рудоремонтного завода. Эта дата считается официальной датой ввода в строй Воркутинского механического завода.
18 января 1945 года вышло в свет постановление Государственного Комитета Обороны (ГКО) «О мерах по развитию добычи угля и новом шахтном строительстве в Печорском бассейне в 1945 г.».
Это постановление устанавливало план по угледобыче на 1945 год 2 900 тысяч тонн, а также предусматривало закладку новых шахт,- на общую мощность 6 млн. 275 тыс. тонн угля в год,
1 марта 1945 года во исполнение приказа ГКО Нарком НКВД Л. П. Берия выпустил Приказ № 031 «О мероприятиях по развитию добычи угля и новом шахтном строительстве в Печорском бассейне в 1945 г.» управлению Шахтстрой комбината Воркутуголь по строительству новых шахт, а также поставлена задача закончить строительство основных цехов Воркутского механического завода
В октябре 1945 года монтажники Воркутинского механического завода комбината «Воркутуголь» сдали в эксплуатацию новый кислородный завод, где начался выпуск кислородных баллонов.
До этого кислород завозили из Ухты. Задержки с поставками кислорода нередко ставили предприятие в тяжелое положение. Новый завод полность обеспечит кислородом потребности комбината.
В 1945 году сданы в эксплуатацию основные цеха Воркутинского механического завода, и на завод стало поступать для ремонта шахтное оборудование.

## История эксплуатации ВМЗ
5 октября 1945 года на ВМЗ провели первую плавку чугуна.
В ночь с 9 на 10 октября сталевары Перебойчук и Кульчинский дали первую плавку стали.
В 1946 году для обеспечения рабочей силой работ на ВМЗ у станции Примыкание создано лагерное отделение № 59 (ЛО-59).
В 1946-м начал работать механосборочный цех.
В 1948 году сдан в эксплуатацию цех металлоконструкций.
На 1 марта 1952 года контингент ЛО-59 Воркутлага (работы на ВМЗ, строительстве и др.) насчитывал 3192 заключенных.
В 1954 году в состав ВМЗ вошёл ремонтно-энергомеханический завод (РЭМЗ-2)
В 1960 году для детей работников Воркутинского механического завода был построен детский сад. Находится на ул. Пушкина, состоит из двух корпусов (функционирует 6 групп) и носит название МБДОУ «Детский сад № 17» г. Воркуты «Гнездышко».
7 ноября 1978 года состоялось открытие музея ВМЗ. Музей прекратил существование в начале 2000-х годов.
В январь 1983 в Воркуте установлен знак «Воркута — 67 параллель», ставший одним из символов города. Архитектор Г. Н. Ильяшенко. Знак был изготовлен на Воркутинском механическом заводе.
07.08.1996 Воркутинское производственное объединение по добыче угля «Воркутауголь» преобразовано в ОАО по добыче угля «Воркутауголь». Основанием для преобразования были Указ президента РФ от 25.11.1995 № 1184 и постановление главы администрации г. Воркуты № 764 от 07.08.1996. Воркутинский механический завод стал филиалом ОАО «Воркутауголь».
01.12.1997 в соответствии приказом ОАО «Воркутауголь» № 209 от 05.11.1997 к филиалу ОАО «Воркутауголь» Воркутинский механический завод присоединен филиал ОАО «Воркутауголь» Управление по монтажу, демонтажу и ремонту оборудования с сохранением названия филиала «Воркутинский механический завод». Управление по монтажу и наладке оборудования (УМНО) было создано в январе 1974, когда в ПО «Воркутауголь» в этом году было принято решение о создании специализированного управления по передовым технологиям монтажно-демонтационных работ. Хотя настоящая история УМНО начинается ещё в 1954 году, когда была организована бригада, в обязанности которой входило проведение периодических ревизий действующих подъемных установок.
С 2004 года предприятие работает по 4-м основным направлениям производственной деятельности: машиностроение, теплоэнергетическое предприятие, горно-монтажное производство, пусконаладочное производство.
С 2009 года механический завод был объединен с предприятием «Печоруглеразведка» в сервисное предприятие «Воркутинский механический завод».
Сегодня Воркутинский механический завод является одним из главных звеньев общей технологической цепочки, обеспечивающей угледобычу на шахтах Воркуты.

## Интересные факты из жизни работников ВМЗ
24 мая 1945 года в Москве на Красной площади состоялся Парад Победы. В параде приняли участие 10 воркутинцев-фронтовиков. Одним из них был Борисов Владимир Алексеевич — будущий начальник Воркутинского механического завода.
Был на Параде Победы и Саляхов Григорий (Гафарий) Саляхович. На Параде Победы его грудь украшали 7 орденов и медалей. После демобилизацими он приехал в Воркуту и 30 лет работал на ВМЗ.
Будучи единственным в Воркуте крупным ремонтным предприятием, ВМЗ выполнял многие несвойственные для него заказы:
В марте 1947 года построен первый в Воркуте трехпролётный металлический железнодорожный мост через реку Воркута (перегон станция Примыкание — Рудник). Монтаж моста провели рабочие ВМЗ(заключенные ЛО-59).
15 сентября 2001 года состоялось официальное открытие памятника и парка Победы. Памятник — дань памяти и уважения героям Великой Отечественной войны, фронтовикам и труженикам тыла. Эскиз-идея памятника А. Степановой, архитекторы: В. Трошин, В. Иващенко, Г. Бармина. Памятник был изготовлен на Воркутинском механическом заводе под руководством инженера В. Гордеева.
19 апреля 2012 года в Воркуте открыт памятник к 70-й годовщине создания Трудармии. Проект памятника, установленного в Шахтёрском жилом районе, был разработан архитектором Виталием Трошиным, изготовлен на Воркутинском механическом заводе. В основе композиции шпалы, рельсы, на их пересечении стоит вагонетка, от неё в небо уходит крест. Две колеи, превращающиеся в одну, символизируют Воркуту, куда ссылались люди со всей страны, их судьбы оказывались связанными воедино. На мемориале надпись — «Советским немцам-трудармейцам вечная память». Место установки было выбрано не случайно: в годы репрессий здесь, на выезде из города, находился поселок Загородный — бывшее немецкое спецпоселение, который раньше называли немпоселок или просто «Берлин-2».
В честь ВМЗ одна из площадей Воркуты недалеко от административно-бытового корпуса ВМЗ первоначально была названа Заводской, а впоследствии была переименована в площадь Металлистов. Улица рядом с ВМЗ также названа Заводской